# ZZ Top
A ZZ Top (ejtsd: ˌziːziːˈtɒp) egy texasi blues-rock együttes. 1969-ben alapította Billy Gibbons gitáros/énekes. Három tagcsere után egy évvel később csatlakozott a zenekarhoz Dusty Hill basszusgitáros, valamint Frank Beard dobos, és Dusty Hill 2021-es haláláig ebben a felállásban játszottak. Legnagyobb sikereiket az 1970-es és 1980-as években érték el. Lemezeikből több mint 50 millió példány kelt el világszerte, ebből 25 millió csak az USA-ban. 2004. március 15-én a rock and roll halhatatlanjai közé választották őket.
A ZZ Top jellegzetes megjelenéséhez hozzátartozott Gibbons és Hill szinte megszólalásig hasonló külseje: a  hosszú szakállak és a fekete napszemüvegek. Hill végakarata szerint helyébe Elwood Francis lépett, aki szakállat növesztett, hogy megmaradjon az együttes ismertető jele.

## Diszkográfia

### Stúdióalbumok
- ZZ Top's First Album (1971)
- Rio Grande Mud (1972)
- Tres Hombres (1973)
- Fandango! (1975)
- Tejas (1977)
- Degüello (1979)
- El Loco (1981)
- Eliminator (1983)
- Afterburner (1985)
- Recycler (1990)
- Antenna (1994)
- Rhythmeen (1996)
- XXX (1999)
- Mescalero (2003)
- La Futura (2012)

### Koncertalbumok
- Live from Texas (2008)

### Válogatások
- The Best of ZZ Top (1977)
- Greatest Hits (1992)
- One Foot in the Blues (1994)
- Chrome, Smoke & BBQ: The ZZ Top Box (2003)
- Rancho Texicano: The Very Best of ZZ Top (2004)

### Videók
- Greatest Hits: The Video Collection (1992)
- Live from Texas (2008)
- Double Live Down 1980-2008 (2009)

## Filmszerepek
Az együttes Doubleback című száma a Vissza a jövőbe trilógia harmadik részének aláfestő zenéje. A ZZ Top meg is jelenik a filmben, egy vadnyugati táncmulatságon zenélnek akusztikus hangszerekkel. A Doubleback videóklipjében a film jellegzetes képsorai láthatóak, amelyekre rámontírozták a zenészek figuráit. Valamint Billy mellékszerepet kapott a Dr. Csont 1-2-3-4-5-6-7. évadának részeiben, Angela apjaként.
Dean R. Koonzt Halottlátó című könyve filmadaptációjának kezdetén a La Grange című szám szólal meg. A La Grange című szám  az Armageddon című filmben is hallható, amikor Bruce Willis egy olajfúró toronyról golflabdákkal kedveskedik az ellene tüntető “zöldeknek”.

## Az együttes tagjai

### Jelenlegi tagok
- Billy Gibbons - gitár, ének (1969–)
- Frank Beard - dobok, ütőshangszerek (1969–)
- Elwood Francis - basszusgitár, ének (2021–)

### Korábbi tagok
- Dusty Hill - basszusgitár, ének, billentyűsök (1969–2021; 2021-ben elhunyt)
- Lanier Greig  - basszusgitár, Hammond orgona (1969–2013; 2013-ban elhunyt)
- Billy Ethridge - basszusgitár (1969–1969)
- Dan Mitchell - dobok (1969–1969)